# Gagliano Castelferrato
Gagliano Castelferrato är en ort och kommun i kommunala konsortiet Enna, innan 2015 provinsen Enna, i regionen Sicilien i sydvästra Italien. Kommunen hade 3 532 invånare (2017).